# Інформаційна революція
Інформаці́йна револю́ція (англ. information revolution) — метафора, яка відображає революційний вплив інформаційних технологій на всі сфери життя суспільства в останній чверті ХХ сторіччя. Це явище інтегрує ефекти попередніх революційних винаходів в інформаційній сфері (книгодрукування, телефонія, радіозв’язок, персональний комп’ютер), оскільки створює технологічну основу для подолання будь-яких відстаней при передачі інформації, що сприяє об’єднанню інтелектуальних здібностей і духовних сил людства.
Цей термін також застосовується для позначення чотирьох інформаційних революцій в історії людства, в результаті яких не лише кардинально змінювались способи обробки інформації, але й спосіб виробництва, стиль життя, системи цінностей.

## Історичні інформаційні революції
Формування сучасного інформаційного суспільства стало результатом кількох інформаційних революцій, які відбулись в історії розвитку людської цивілізації, і які не лише кардинально змінювали способи обробки інформації, але й спосіб виробництва, стиль життя, системи цінностей:
- перша інформаційна революція пов'язана з появою писемності. З'явилася можливість фіксувати знання на матеріальному носії, тим самим відчужувати їх від виробника і передавати від покоління до покоління через її фіксацію в знаках та зруйнувала монополію вузького кола людей на знання;
- друга інформаційна революція була викликана винаходом та поширенням книгодрукування в XV ст. і розширила доступ до інформації широким верствам населення завдяки тиражуванню знань. Ця революція радикально змінила суспільство, створила додаткові можливості прилучення до культурних цінностей відразу великих верств населення;
- третя інформаційна революція (кінець XIX — початок XX ст.) пов'язана з винаходом телеграфу, телефону, радіо, телебачення, що дозволяло оперативно, у великих обсягах передавати і накопичувати інформацію, передавати звукові та візуальні образи на великі віддалі. Останнє створило передумови ефекту «стискання простору»;
- четверта інформаційна революція (70-ті роки XX ст.) зумовлена винаходом мікропроцесорної технології і персонального комп'ютера. Вона характеризується переходом від механічних, електричних засобів перетворення інформації до електронних та створення програмного забезпечення цього процесу. «Вінцем» цієї хвилі революції є поява всесвітньої мережі — інтернету, що уможливило інформаційний обмін в глобальних масштабах.